# Secrétaire perpétuel
Secrétaire perpétuel, zu Deutsch Sekretär auf Lebenszeit, ist eine französische Amtsbezeichnung u. a. für die Sekretäre diverser Akademien in Frankreich und der französischsprachigen Welt.
Das wohl bedeutendste Amt ist der Secrétaire perpétuel der mehr als 350 Jahre alten Académie française, das seit 2023 von Amin Maalouf ausgeübt wird und bis dahin von Hélène Carrère d’Encausse. Das Collège des Quatre-Nations („Kolleg der vier Nationen“) in Paris beherbergt neben dem Sitz des Institut de France, der Dachorganisation der staatlichen französischen Akademien auch die Amtswohnung des Secrétaire perpétuel.